# 梅格坦
梅格坦（法語：Méguétan），是馬里的城鎮，位於該國西南部，處於尼日爾河畔，由庫利科羅區的庫利科羅省負責管轄，面積1,030平方公里，海拔高度297米，2009年人口25,224，人口密度每平方公里24.5人。
12°52′27″N 7°31′54″W / 12.87417°N 7.53167°W